# Faisà del Vietnam
El faisà del Vietnam (Lophura hatinhensis) és una espècie d'ocell de la família dels fasiànids (Phasianidae) que habita la selva de les terres baixes del centre del Vietnam. Van ser descoberts l'any 1964.